# ポリビニルブチラール
PVB(ポリビニルブチラール)樹脂は、ポリビニルアルコールとブチルアルデヒドを酸性条件下で反応させ生産される。PVB樹脂は熱可塑性樹脂であり、ガラス、金属、セラミクス等の多くの基材に対し、優れた接着性を持っている。また、多くの有機溶剤への溶解性や他樹脂との相溶性にも優れ、秀でた透明性を有している。このような特長を活かし、安全ガラスの中間膜はもとより、各種セラミックス用のバインダー、塗料・インク用のバインダー、分散剤などの用途に幅広く用いられている。
CAS番号：68648-78-2
Pioloform, Mowital, Butvar, Denka PVB,